# Rino Erler
Rino Erler (Oderzo, 11 settembre 1913 – Roma, 4 dicembre 1978) è stato un militare italiano. Prestò servizio con la Regia Marina durante la seconda guerra mondiale e fu comandante dei sommergibilisti. Gli furono conferite tre medaglie d'argento al valor militare e quattro di bronzo.

## Biografia

### La carriera anteguerra
Nel 1940 è al comando del sommergibile Zoea.

### La seconda guerra mondiale
Nel 1941 è stato il comandante del sommergibile Tito Speri.
Il 3 novembre 1942 con il grado di tenente di vascello assunse il comando del sommergibile Ascianghi.
La prima missione del tenente Erler, all'inizio di novembre 1942, consistette nel trasporto di 20 t. di munizioni da Messina a Tobruk. Durante il trasferimento, il 3, l'equipaggio avvistò e raccolse 20 relitti: si trattava di militari tedeschi il cui aereo era stato abbattuto.
Pochi giorni dopo, tra l'11 e il 16 novembre, l'Ascianghi era di nuovo in pattuglia lungo la costa algerina. Il 15 alle 03:39, mentre conduceva un'incursione nella baia di Bougie, il sottomarino del Comandante Erler (non ancora trentenne) avvistò e attaccò un piccolo gruppo navale che si credeva includesse un incrociatore e due cacciatorpediniere. I primi due siluri mancarono il bersaglio, ma i successivi, lanciati intorno alle 03:46, colpirono la terza nave del gruppo tra centro nave e prua, facendola affondare rapidamente. La nave in questione era il veloce dragamine Algerine da 1.040 t. Confermato l'esito del varo, il sommergibile si disimpegnò immergendosi ed evitando la caccia alle altre unità nemiche.
Pochi mesi dopo, la notte del 2 marzo 1943, durante un pattugliamento nel Golfo della Sirte, avvistarono e attaccarono una grossa formazione. Dopo il rilascio dei siluri, per evitare di essere speronati da una delle unità, la barca fu costretta a tuffarsi immediatamente, non potendo quindi verificare l'esito dell'attacco. Dopo alcuni secondi si udirono chiaramente due forti esplosioni che davano l'impressione di un colpo, ma la documentazione britannica del dopoguerra non conferma nulla.
Dopo questa missione, la barca si fermò per un lungo periodo di riparazioni presso un cantiere navale e il comando fu trasferito dal tenente Erler al sottotenente Mario Fiorini. Il nuovo, giovane comandante degli Ascianghi lasciò Napoli il 16 luglio 1943 per trasferirsi, insieme ad altre due barche, a sud della Sicilia nell'ultimo tentativo di fermare lo sbarco alleato già in corso.  Successivamente sarà il comandante nel 1944 da gennaio ad aprile del sommergibile Ruggiero Settimo ed in seguito del sommergibile Ammiraglio Cagni.
Dopoguerra: completa la facoltà d'ingegneria facendo valere il biennio svolto nell'Accademia di Livorno e si laurea ingegnere con indirizzo petrolifero per poi lasciare la carriera militare nella sua Marina militare (che abbracciò quando era la Regia Marina) e intraprendere una carriera nei quadri della Mobil Oil. Il grado militare conclusivo di carriera che gli venne postbellum conferito fu Capitano di Vascello.
Vive a Genova ed è tifoso della Sampdoria, s'innamora e sposa nel 1957 la ragioniera ligure (nativa di Loano) dell'allora Celi (Enel attuale) Franca Maria Vercelli,  l'avvenente trentenne è anche modella di cartellonistica (calze Omsa). Dal matrimonio nasce un unico figlio che vede la luce l'11 novembre 1958 e viene chiamato Marco Silvio.
Lo stesso, memore di aver un padre di grande valore ed eroe del mare,  cercherà di farsi onore in campo civile riuscendo sia come attore di teatro e cinema, e poi in età più matura come scrittore: Marco Erler.

## Riconoscimenti
Nel 2008 ad Oderzo è stata dedicata una Calle in suo onore.